# Suszka, Zachodniopomorskie
Suszka [ˈsuʂka] là một khu định cư ở khu hành chính của Gmina Sianów, thuộc huyện Koszalin, Zachodniopomorskie, ở phía tây bắc Ba Lan. Nó nằm khoảng 15 kilômét (9 mi) phía đông Sianów, 23 km (14 mi) phía đông Koszalin và 156 km (97 mi) về phía đông bắc của thủ đô khu vực Szczecin.
Trước năm 1945, khu vực này là một phần của Đức. Đối với lịch sử của khu vực, xem Lịch sử của Pomerania.